# Hurricane Hutch in Many Adventures
Hurricane Hutch in Many Adventures é um filme mudo dos gêneros comédia e ação produzido no Reino Unido, dirigido por Charles Hutchison e lançado em 1924.